# バンブルビー (DCコミックス)
バンブルビー（英: Bumblebee）は、DCコミックスの出版するアメリカン・コミックスに登場する架空のスーパーヒロイン。ボブ・ローザキスとホセ・デルボによって創造され、1977年の"Teen Titans #48"で初登場した。ティーン・タイタンズのメンバー。

## 人物
本名：カレン・ビーチャー＝ダンカン (Karen Beecher-Duncan)
バンブルビーは、ティーン・タイタンズのメンバーであるマル・ダンカンの恋人の科学者カレン・ビーチャーとして登場した。マルが活躍する様子をチームに示すため、敵役としてマルハナバチを模したスーツと武器でタイタンズの前に現れる。しかし、本格的な戦いになってしまい、その事実を明かさないまま逃げることになる。タイタンズがロケットローラーズというヴィランと戦っている最中、カレンは再びバンブルビーとして登場する。戦いの後に正体を明かし、ティーン・タイタンズに加入した。

## 能力
バンブルビー自身はスーパーパワーを持っておらず、彼女の様々な能力は科学分野に関する全般的な知識で設計された高性能のバトルスーツによってもたらされている。このスーツによってパワー・スピード・スタミナ・耐久力・敏捷性・反射性を大幅に高め、電撃を放つことができる。さらに小型化・飛行や超音波で攻撃する能力を持つ。

## スピンオフ
タイニー・タイタンズ
ティーン・タイタンズのメンバーが小学生となった日常を描いた作品。

## その他のメディア

### アニメ
ティーン・タイタンズ (2003年-2006年)
声 - キーア・クリスタル・キーマー、日本語吹替 - 武田華
ヤング・ジャスティス (2010年-現在)
声 - マササ・モヨ、日本語吹替 - 原島梢
ジャスティス・リーグ:ゴッド&モンスター (2015年)
声 - カリ・ウォールグレン
DCスーパーヒーロー・ガールズ (2015年-現在)
声 - ティーラ・ダン、日本語吹替 - 東條加那子
ティーン・タイタンズ:ジューダス・コントラクト (2017年)
声 - マササ・モヨ